# Lozon (Manche)
Lozon település Franciaországban, Manche megyében. Lakosainak száma 300 fő (2018. január 1.). Lozon Le Mesnil-Vigot, Hauteville-la-Guichard, Feugères, Marigny-le-Lozon, Le Mesnil-Eury, Montreuil-sur-Lozon, Remilly-sur-Lozon és Marigny községekkel határos.

## Népesség
A település népességének változása:
| Lakosok száma | 332  | 335  | 285  | 292  | 311  | 307  | 305  | 300  | 299  | 300  |
|               | 1962 | 1968 | 1982 | 1990 | 1999 | 2008 | 2011 | 2013 | 2017 | 2018 |